# Погост (Переславский район)
Погост — деревня в Переславском районе Ярославской области.

## История
Впервые упоминается в 1620 году как сельцо Чудова монастыря в Конюцком стане. О его раннем существовании пишет историк Смирнов: «Надо думать, под каким-то другим именем существовало раньше. Самое название „погост“ говорит о древнем его происхождении, возможно, в эпоху водных путей и могло быть местом торговли или в крайнем случае церковным кладбищем».

## Население
| 1859 | 1905 | 1926 | 2007 | 2010 |
| ---- | ---- | ---- | ---- | ---- |
| 166  | ↗186 | ↗242 | ↘11  | ↘6   |